# Páros rövid program szinkronúszás a 2009-es úszó-világbajnokságon
A szinkronúszás páros rövid programot a 2009-es úszó-világbajnokságon július 20-án és 21-én rendezték meg. Előbb a selejtezőt, másnap a döntőt.

## Érmesek
| Arany                                                    | Ezüst                                          | Bronz                                |
| Oroszország · Anasztaszija Davidova · Szvetlana Romasina | Spanyolország · Andrea Fuentes · Gemma Mengual | Kína · Jiang Tingting · Jiang Wenwen |

## Eredmény
| Helyezés  | Versenyzők                               | Nemzetiség | Selejtező | Selejtező | Döntő     | Döntő    |
| Helyezés  | Versenyzők                               | Nemzetiség | Pont      | helyezés  | Pont      | Helyezés |
| --------- | ---------------------------------------- | ---------- | --------- | --------- | --------- | -------- |
| Aranyérem | Anasztaszija Davidova Szvetlana Romasina | RUS        | 98.833    | 1         | 98.667    | 1        |
| Ezüstérem | Andrea Fuentes Gemma Mengual             | ESP        | 97.500    | 2         | 97.333    | 2        |
| Bronzérem | Jiang Tingting Jiang Wenwen              | CHN        | 96.166    | 3         | 95.667    | 3        |
| 4         | Yukiko Inui Chisa Kobayashi              | JPN        | 94.667    | 4         | 94.333    | 4        |
| 5         | Beatrice Adelizzi Giulia Lapi            | ITA        | 93.833    | 6         | 93.834    | 5        |
| 6         | Tracy Little Élise Marcotte              | CAN        | 94.333    | 5         | 93.833    | 6        |
| 7         | Darina Jusko Kszenyija Szidorenko        | UKR        | 92.333    | 7         | 92.667    | 7        |
| 8         | Apolline Dreyfuss Lila Meessemann-Bakir  | FRA        | 92.000    | 8         | 92.167    | 8        |
| 9         | Natalia Anthopoulou Despoina Solomou     | GRE        | 91.833    | 9         | 90.833    | 9        |
| 10        | Nayara Figueira Lara Teixeira            | BRA        | 89.667    | 11        | 90.333    | 10       |
| 11        | Olivia Allison Jenna Randall             | GBR        | 89.166    | 12        | 89.166    | 11       |
| 12        | Meghan Kinney Jillian Penner             | USA        | 89.833    | 10        | 88.500    | 12       |
| 16.5      | H09.5                                    |            |           |           | 00:55.635 | O        |
| 13        | Sona Bernardova Alžběta Dufková          | CZE        | 87.167    | 13        |           |          |
| 14        | Mariana Cifuentes Evelyn Guajardo        | MEX        | 86.667    | 14        |           |          |
| 15        | Park Hyunha Park Hyunsun                 | KOR        | 86.333    | 15        |           |          |
| 16        | Anastasia Gloushkov Ester Levy           | ISR        | 86.000    | 16        |           |          |
| 16        | Sarah Amrein Stephanie Jost              | SUI        | 86.000    | 16        |           |          |
| 18        | Nadine Brandl Elisabeth Mahn             | AUT        | 85.500    | 18        |           |          |
| 19        | Anasztaszija Mazgo Darja Navaszelszkaja  | BLR        | 84.333    | 19        |           |          |
| 20        | Wiebke Jeske Edith Zeppenfeld            | GER        | 80.500    | 20        |           |          |
| 21        | Reem Abd Elazem Dalia El Gebaly          | EGY        | 80.334    | 21        |           |          |
| 22        | Kovács Dorottya Stumpf Kata              | HUN        | 79.334    | 22        |           |          |
| 23        | Anna Soto Mary Soto                      | VEN        | 78.666    | 23        |           |          |
| 24        | Jelena Radkova Kalina Jordanova          | BUL        | 78.000    | 24        |           |          |
| 25        | Etel Sanchez Sofia Sanchez               | ARG        | 77.833    | 25        |           |          |
| 26        | Valentina Popova Anastasiya Ruzmetova    | UZB        | 77.500    | 26        |           |          |
| 27        | Eloise Amberger Sarah Bombell            | AUS        | 76.667    | 27        |           |          |
| 28        | Cristina Nicolini Elena Tini             | SMR        | 74.334    | 28        |           |          |
| 29        | Rodriguez Gonzales Grisel Tendero Llada  | CUB        | 73.167    | 29        |           |          |
| 30        | Mei Shan Krishnan Jodie Ng En Pei        | SIN        | 72.000    | 30        |           |          |
| 31        | Nadezhda Gómez Violeta Mitinian          | CRC        | 71.667    | 31        |           |          |
| 32        | Lok Ka Man Wong Cheng U                  | MAC        | 68.500    | 32        |           |          |
| 33        | Arsyi Sabihisma Tri Eka Sandiri          | INA        | 66.334    | 33        |           |          |
| 34        | Lilit Davidyan Margarita Ghazaryan       | ARM        | 56.833    | 34        |           |          |